# 桝田好一
桝田 好一（ますだ こういち、1960年 - ）は、日本の警察官僚。東京都出身。東京大学法学部卒。

## 略歴
- 1983年 - 東京大学法学部を卒業後、警察庁入庁。
- 1986年8月 - 青森県警察本部刑事部捜査第二課長。
- 1988年3月 - 栃木県警察本部警備部警備第一課長。
- 1989年3月 - 京都府警察刑事部捜査第二課長。
- 1990年7月 - 警察庁交通局交通企画課長補佐。
- 1992年4月 - 警察庁交通局都市交通対策課長補佐。
- 1992年11月 - 秋田県警察本部警務部長。
- 1994年8月 - 警察庁警備局公安第一課理事官。
- 1997年1月 - 警察庁長官官房総務課理事官。
- 1998年7月 - 金沢国税局課税部長。
- 2000年8月 - 警察庁警備局警備企画課理事官。
- 2001年8月 - 警察庁警備局公安第二課警護室長。
- 2003年1月 - 兵庫県警察本部警務部長。
- 2004年8月 - 国家公安委員会会務官。
- 2005年8月 - 国土交通省道路局道路交通管理課長。
- 2006年7月 - 国土交通省都市・地域整備局企画課長。
- 2007年8月 - 警察庁生活安全局情報技術犯罪対策課長。
- 2009年3月 - 鹿児島県警察本部長。
- 2010年1月 - 警察庁警備局警備企画課長。
- 2010年6月 - 菅内閣総理大臣秘書官（事務担当）[1]。
- 2011年9月 - 警察庁長官官房総務課長。
- 2013年1月 - 内閣官房内閣審議官（内閣情報調査室）。
- 2015年8月 - 愛知県警察本部長[2]。
- 2017年8月 - 警察庁交通局長。
- 2018年 - 退官。